# Епархия Шиваганги
Епархия Шиваганги (лат. Dioecesis Sivagangaiensis) — епархия Римско-Католической церкви c центром в городе Шиваганга, Индия. Епархия Шиваганги входит в митрополию Мадурая.

## История
3 июля 1987 года Римский папа Иоанн Павел II выпустил буллу Quae maiori, которой учредил епархию Шиваганги, выделив её из архиепархии Мадурая.

## Ординарии епархии
- епископ Edward Francis (3.07.1987 — 1.09.2005);
- епископ Jebalamai Susaimanickam (1.09.2005 — по настоящее время).

## Источник
- Annuario Pontificio, Ватикан, 2007
- Булла Quae maiori  (лат.)